# USA:s utrikesdepartement
USA:s utrikesdepartement (engelska: United States Department of State, ofta kallat State Department) är ett amerikanskt federalt regeringsdepartement med ansvar för utrikesfrågor och förbindelser med främmande stater.
Departementet inrättades 1789 och har sitt huvudkontor i Harry S Truman Building, 2201 C Street, N.W. i Washington, D.C.
Chef för departementet är USA:s utrikesminister (engelska: U.S. Secretary of State).

## Organisation
Utrikesministern har behörighet för och befogenhet att på presidentens vägnar och under dennes ledning företräda USA gentemot främmande suveräna stater samt internationella och mellanstatliga organisationer. Under utrikesministern finns en biträdande utrikesminister (engelska: Deputy Secretary of State) och flera understatssekreterare som, liksom utrikesministern, utses av presidenten med senatens godkännande.
I Foreign Affairs Manual (FAM) anges den interna organisationen och dess regelverk.

### Myndigheter under utrikesdepartementet
- Bureau of Intelligence and Research (INR)
- Diplomatic Security Service (DSS)
- United States Agency for International Development (USAID)

### Beskickingar

Länder i vilka USA (grönt) har normala ambassader är markerade i mörkblått.

USA har ambassader och diplomatisk representation i de flesta av världens suveräna stater. Beskickningschefen (som kan vara ambassadör eller chargé d’affaires) representerar USA:s president gentemot värdstaten och är underordnad utrikesministerns direktiv. Beskickningschefen är ansvarig för alla andra företrädare för USA:s federala statsmakt i värdstaten, med undantag av förband i USA:s väpnade styrkor som lyder under ett försvarsgrensövergripande militärkommando.
Även i de fall där USA av olika skäl inte har någon formell diplomatisk representation finns bevakning av nationella intressen, exempelvis genom USA:s intressesektion i Havanna och det Amerikanska Institutet i Taiwan. I andra fall där USA saknar diplomatiska förbindelser fall finns skyddsmakter, enligt Wienkonventionen om diplomatiska förbindelser.

## Se även

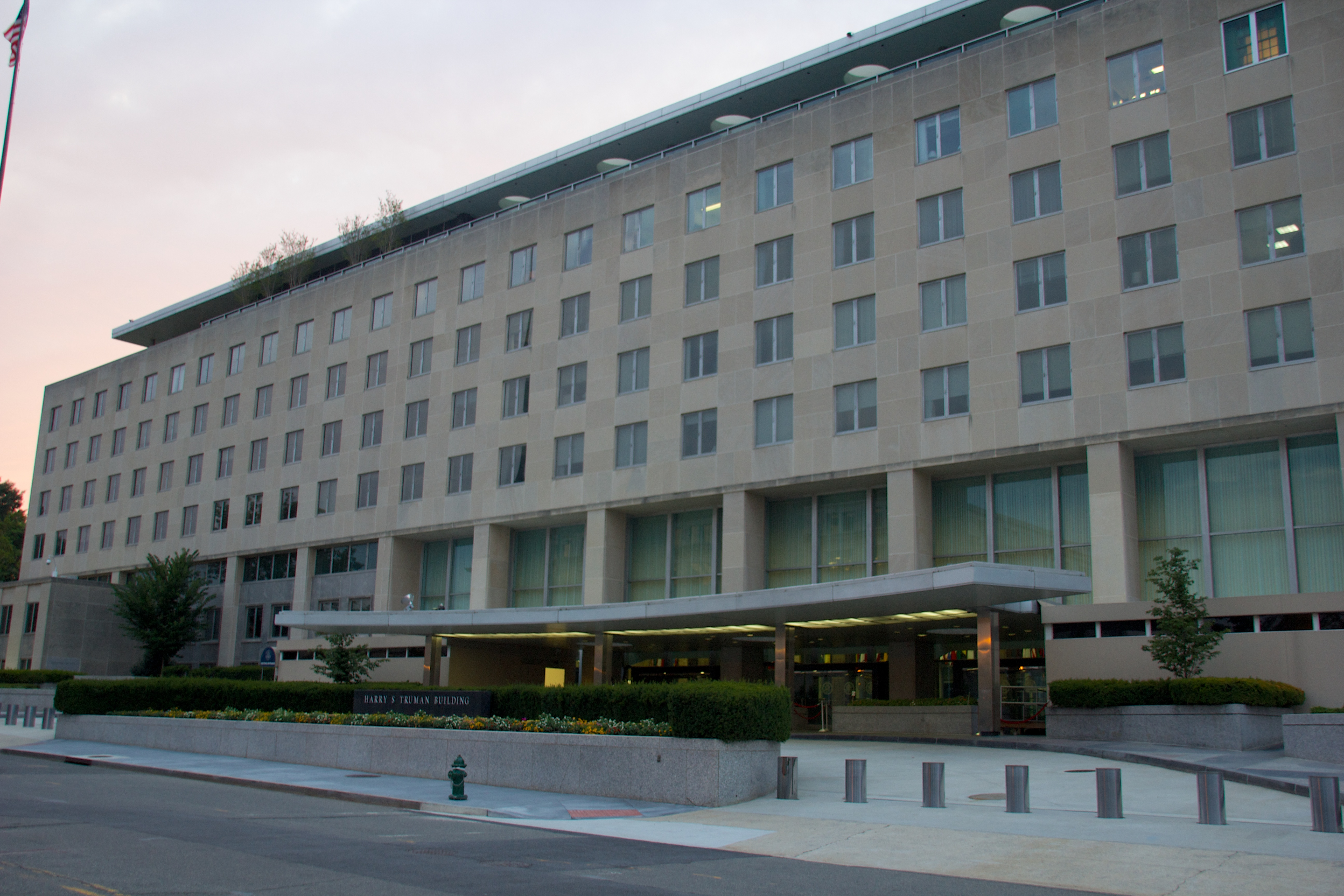
Harry S. Truman Building i Washington, D.C.